# Dieter Okras
Dieter Okras, geboren als Hans-Dieter Leuckert (* 1. Januar 1948 in Berlin; † 23. Januar 2014 ebenda) war ein deutscher Schauspieler und Synchronsprecher.

## Leben
Dieter Okras war der Sohn der Schauspielerin Gudrun Okras. Er absolvierte seine Schauspielausbildung an der Staatlichen Schauspielschule Berlin, der heutigen Hochschule für Schauspielkunst Ernst Busch in Ost-Berlin.
Okras war seit Ende der 1980er-Jahre schwerpunktmäßig als Schauspieler in Kinofilmen, Fernsehfilmen und Fernsehserien hervorgetreten. Nach der Wiedervereinigung gelang ihm der Wechsel in westdeutsche Fernsehproduktionen. Ab Mitte der 1990er-Jahre begann dann seine dauerhafte Karriere im deutschen Fernsehen. Okras übernahm hierbei mehrere durchgehende Serienrollen, wiederkehrende Episodenrollen und auch Gastrollen.
Okras wurde im deutschen Fernsehen häufig in Krimiserien, aber auch in anspruchsvollen Fernsehfilmen und Produktionen mit zeitgeschichtlichen Hintergrund eingesetzt. Häufig verkörperte er unangenehme, arrogante und zwielichtige Gestalten. Machttypen mit dem Bewusstsein für den sozialen Status waren häufig das Rollenfach, auf das Okras festgelegt wurde. Figuren, die den Sympathieträger eines Films ausmachen, blieben in seinem Rollenrepertoire dagegen die Ausnahme.
1989 hatte er unter der Regie von Heiner Carow in dem Spielfilm Coming-Out, dem letzten in der DDR produzierten Kinofilm, eine kleinere Rolle als Egbert. In dem Anti-Kriegsfilm Stalingrad (1993) übernahm er den Part von Hauptmann Haller, der die im Mittelpunkt des Films stehenden Soldaten Müller, Reiser, Rohleder und von Witzland zwingt, russische Zivilisten zu erschießen. In dem Kinofilm Sass (2001) spielte er unter der Regie von Carlo Rola den sturen, uneinsichtigen Gerichtsvollzieher.

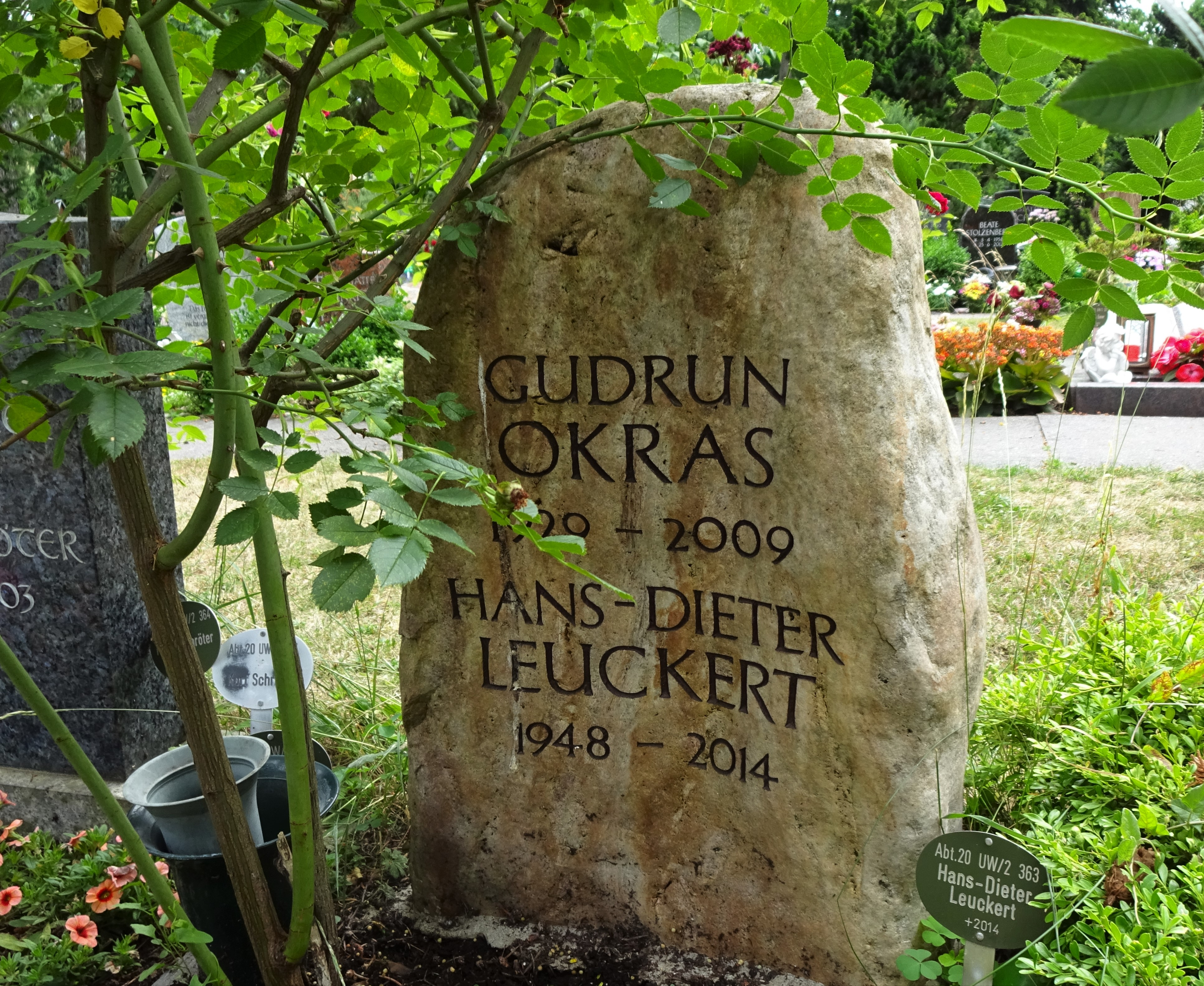
Grabstein für Hans-Dieter Leuckert (Dieter Okras) und seine Mutter Gudrun Okras auf dem Friedhof Lichtenrade in Berlin-Lichtenrade

Durchgehende Serienrollen hatte er als Hotelchef Stern in der Sat.1-Serie Parkhotel Stern, als Oberstaatsanwalt Dr. Zacher in der ZDF-Serie Mona M. – Mit den Waffen einer Frau und als Parteichef Wüllenweber in der Comedyserie Allein unter Bauern. In mehreren Folgen der Krimireihe Tatort verkörperte er als Dr. Richard Poll den Vorgesetzten der Tatort-Kommissarin Charlotte Lindholm (Maria Furtwängler). Okras hatte außerdem zahlreiche Episodenrollen in verschiedenen Fernsehserien, unter anderem in Liebling Kreuzberg (als Rechtsanwalt Huhn), Unser Charly (als krimineller Tierhändler Walter Reichert) und 2010 in Notruf Hafenkante (als gefühlskalter Juwelier Köster).
Außerdem war er in Fernsehfilmen der Krimireihen Rosa Roth, Bella Block und Pfarrer Braun zu sehen. 2007 spielte er an der Seite von Iris Berben in dem historischen Fernsehmehrteiler Afrika, mon amour.
Okras arbeitete außerdem umfangreich als Synchronsprecher. Er lieh unter anderem John Billingsley in Navy CIS und Kelsey Grammer in Raumschiff Enterprise: Das nächste Jahrhundert seine Stimme. Außerdem synchronisierte er zahlreiche weitere, in der Regel kleinere Rollen in den Serien Raumschiff Enterprise: Das nächste Jahrhundert, Deep Space Nine und Star Trek: Raumschiff Voyager.
Okras trat gelegentlich auch unter dem Namen Hans-Dieter Leuckert-Okras auf.

## Filmografie (Auswahl)
- 1986: So viele Träume (unter dem Namen Hans-Dieter Leuckert)
- 1987: Polizeiruf 110: Die letzte Kundin (Fernsehreihe)
- 1989: Coming-Out
- 1993: Stalingrad
- 1994: Unsere Hagenbecks (Folge 3x03)
- 1996: Mona M. – Mit den Waffen einer Frau
- 1996: Sperling und das Loch in der Wand
- 1996: Peanuts – Die Bank zahlt alles
- 1997: Für alle Fälle Stefanie (Folge 3x01)
- 1997: Liebling Kreuzberg (Folge 5x09)
- 1997: Der stille Herr Genardy
- 1997–2002: Parkhotel Stern
- 1999: SK Kölsch (Folge 1x08)
- 2001: Sass
- 2001: Der Landarzt (Folge 10x09)
- 2002: Dr. Sommerfeld – Neues vom Bülowbogen (Folge 5x10)
- 2002: Unser Charly (Folge 7x12)
- 2003: Alphateam – Die Lebensretter im OP (Folge 8x06)
- 2003: Rosa Roth – Die Gedanken sind frei (Fernsehreihe)
- 2004: Bella Block: Hinter den Spiegeln (Fernsehreihe)
- 2004–2007: Tatort (Fernsehreihe) als Dr. Richard Poll
  - 2004: Heimspiel
  - 2005: Atemnot
  - 2006: Schwarzes Herz
  - 2007: Wem Ehre gebührt
- 2006: Pfarrer Braun: Kein Sterbenswörtchen (Fernsehreihe)
- 2007: Afrika, mon amour
- 2007: Allein unter Bauern
- 2009: Jenseits der Mauer
- 2010: Notruf Hafenkante – Der Preis des Glücks (Folge 5x04)